# Flaga Republiki Ałtaju
Flaga Republiki Ałtaju – biel odzwierciedla wierność i porozumienie między różnymi narodowościami zamieszkującymi republikę. Błękit symbolizuje niebo, rzeki, jeziora i góry. 
Przyjęta 2 lipca 1992 roku. Proporcje 3:2.